# Pawel Pogorzelski
Pawel Pogorzelski (* 30. Juli 1979 in Włocławek) ist ein polnischer Kameramann.

## Leben
Der in Polen geborene Pawel Pogorzelski lernte im Jahr 2008 beim AFI Film Festival Ari Aster kennen und hatte infolge dieses Zusammentreffens in den folgenden Jahren mit ihm an mehreren Kurzfilmen zusammengearbeitet, so zuletzt für C’est La Vie und The Turtle’s Head. Mehrere Kurzfilme realisierte er auch mit Dylan Bell und John Hudson. 
Mit Aster arbeitete Pogorzelski auch wieder an dessen Spielfilmregiedebüt Hereditary – Das Vermächtnis sowie die folgenden Werke Midsommar und Beau Is Afraid zusammen.

## Filmografie (Auswahl)
- 2014: La ferme des humains
- 2015: Patchwork
- 2016: We’re Still Together
- 2016: Ifeel
- 2017: Tragedy Girls
- 2018: Hereditary – Das Vermächtnis (Hereditary)
- 2019: Midsommar
- 2021: Nobody
- 2021: False Positive
- 2021: Mona Lisa and the Blood Moon
- 2022: Fresh
- 2023: Beau Is Afraid
- 2023: Blue Beetle
- 2025: Holland
- 2025: The Woman in the Yard

## Auszeichnungen
Independent Spirit Award
- 2020: Nominierung für die Beste Kamera (Midsommar)[2]

International Filmmaker Festival of World Cinema, London
- 2016: Nominierung für die Beste Kamera (Ifeel)